# Léo Carbonneau
Pour les articles homonymes, voir Carbonneau.
Pas d'image ? Cliquez ici

a Compétitions nationales et continentales officielles uniquement.

b Matchs officiels uniquement.
Dernière mise à jour le 5 août 2025.
Léo Carbonneau, né le 7 octobre 2004 à Pau (Pyrénées-Atlantiques), est un joueur français de rugby à XV. Il évolue au poste de demi de mêlée.
Il est le fils de l'ancien international français de rugby à XV Philippe Carbonneau et le neveu d'Olivier Carbonneau également joueur de rugby à XV.

## Biographie

### Jeunesse et formation
Léo Carbonneau naît à Pau, d'un père joueur international français de rugby à XV, Philippe Carbonneau. Il suit les traces de son père en jouant également au rugby au sein du club de l'Avenir de Bizanos à partir de 2009, où ce dernier entraîne l'équipe senior. Par la suite, en 2013, son père devient entraîneur du CA Brive, où il a été champion d'Europe en 1997 notamment, Léo rejoint donc ce club dans les catégories des moins de 10 ans. Dès 2020, il rejoint l'effectif espoir du club puis en 2022 il signe son premier contrat espoir avec le club briviste,. Il fait également partie du pôle espoirs de Brive.
En parallèle à sa carrière de rugbyman, il réalise des études en STAPS.
Son meilleur ami, Mathis Ferté, est également son coéquipier au sein du CA Brive et joue au même poste de demi de mêlée que lui, ainsi qu'à l'arrière.
Parmi les joueurs dont il indique s'inspirer, il cite son père, Antoine Dupont, Aaron Smith ainsi que Teddy Iribaren qu'il a vu évoluer à l'entraînement avec Brive dans sa jeunesse.
Léo Carbonneau est retenu par l'équipe de France des moins de 18 ans en mars 2022 et dispute les rencontres face à l'Angleterre et l'Italie lors de la préparation du Festival des Six Nations avec son ami Tom Raffy à la charnière,.

### Début de carrière professionnelle au CA Brive et champion du monde junior (2022-2023)
Léo Carbonneau participe à la première étape du Supersevens en août 2022 avec le CA Brive où il dispute deux rencontres. Il fait ensuite ses débuts professionnels en Top 14, à la suite de blessures et suspensions au sein de l'effectif briviste à son poste de demi de mêlée, lors d'une rencontre face au Stade français Paris où il est titularisé seulement deux semaines après avoir fêté ses dix-huit ans, il est l'auteur de débuts convaincants malgré la défaite de son équipe. Par la suite, il enchaîne les rencontres sur le banc et inscrit ses premiers points à la suite d'une transformation réussie face à l'Union Bordeaux Bègles. Il est alors considéré comme l'un des joueurs les plus prometteurs de l'effectif briviste malgré la mauvaise saison de son équipe. Néanmoins après ce match, il se blesse aux ischio-jambiers et manque un mois de compétition. Il fait son retour en janvier et découvre la Challenge Cup face à la province irlandaise du Connacht.
Par la suite, en février, il est retenu par l'équipe de France des moins de 20 ans à l'occasion de la deuxième journée du Tournoi des Six Nations des moins de 20 ans 2023. Pour cette rencontre face à l'Irlande, il forme la charnière titulaire avec son coéquipier en club Tom Raffy. Une semaine après ce match, il inscrit son premier essai en Top 14, lors de sa deuxième titularisation, face au Racing 92. La semaine suivante, de retour avec les Bleuets face à l'Écosse, il est de nouveau titulaire, cette fois-ci avec Hugo Reus à l'ouverture, durant cette rencontre il inscrit son premier essai avec cette sélection et les Bleuets remportent ce match sur le score de 54 à 12. Pendant le mois de mars, face à l'Union Bordeaux Bègles, il dispute une partie de la rencontre au poste de demi d'ouverture à la suite de la sortie sur commotion de son coéquipier Nicolás Sánchez. Après cette rencontre, il est appelé pour la quatrième journée contre l'Angleterre, néanmoins il est relégué sur le banc des remplaçant au profit de Baptiste Jauneau qui fait son retour dans le groupe et les jeunes français s'imposent largement 42 à 7 en Angleterre. Lors de la dernière journée face aux jeunes Gallois, il remplace Jauneau en seconde période et inscrit quatre transformations durant la large victoire 67 à 17 de son équipe, leur permettant de terminer à la seconde place de la compétition.
En avril, il signe une prolongation de contrat avec son club formateur, le liant jusqu'en 2026 avec ce dernier. Cependant, son club est relégué en Pro D2, à partir de la saison 2023-2024, après avoir terminé dernier du Top 14.
Toujours en 2023 en juin, il est retenu pour participer au Championnat du monde junior 2023. À la fin de la compétition, il est sacré champion du monde avec ses coéquipiers après avoir remporté largement la finale sur le score de 50 à 14 face aux Irlandais, il remplace Baptiste Jauneau en fin de rencontre,.

### Titulaire au CA Brive (2023-2025)
En août 2023, il fait ses débuts en Pro D2 lors de la première journée de la saison face au SU Agen, en tant que remplaçant de Julien Blanc. À l'occasion de la huitième journée, il se montre décisif lors du premier succès à l'extérieur de la saison de son équipe contre le Rouen Normandie Rugby en inscrivant un essai lors de la victoire 25 à 18. Quatre journées plus tard, à domicile contre le Stade montois, il est de nouveau l'auteur d'une bonne performance lors du succès des siens 23 à 16, inscrivant notamment son deuxième essai de la saison après seulement treize secondes de jeu. Au fil de la première partie de saison, il s'impose comme le demi de mêlée titulaire de son équipe, recevant les éloges de son entraîneur Pierre-Henry Broncan.
Début janvier 2024, il est annoncé qu'il reste à disposition de son club lors des trois journées du Tournoi des Six Nations des moins de 20 ans 2024 où la Pro D2 se joue en parallèle. Le 28 janvier, il est annoncé dans un groupe de vingt-six joueurs pour la première journée du Tournoi des Six Nations. Il joue la rencontre perdue contre l'Irlande puis la dernière journée également perdue, contre l'Angleterre où il est nommé capitaine,.
De retour en club, il reste le titulaire du CA Brive à son poste et continue ses bonnes performances en se montrant régulièrement décisif,. En fin de saison, malgré un bon match de sa part, son équipe est éliminée en barrages contre l'AS Béziers et reste en Pro D2, dans un match où il est nommé capitaine en dépit de son jeune âge. Pendant la saison, avec son club, il est le troisième joueur le plus utilisé avec 1659 minutes disputés en vingt-sept matchs et est le deuxième meilleur marqueur d'essais avec huit réalisations.
À l'issue de la saison, il est convoqué pour le Championnat du monde junior 2024. Titulaire pendant la compétition, il subit cependant une blessure pendant la demi-finale remportée contre les Baby Blacks et est incertain pour la finale. Toutefois, il est finalement apte et titulaire pour la finale perdue 21 à 13 contre les Anglais,.
Pour la première journée de Pro D2 2024-2025, il est nommé capitaine. Lors de cette rencontre remportée 18 à 9 contre Oyonnax Rugby, il inscrit un essai et délivre une bonne performance. Étant très convoité depuis le début de saison par des clubs de Top 14, il visite les installations du Racing 92 début octobre, le club étant en recherche d'un successeur à Nolann Le Garrec pour la saison prochaine, malgré son statut de capitaine du CA Brive et un contrat courant jusqu'en 2026. Durant ce même mois, son club annonce qu'il a refusé une prolongation de contrat. En novembre, son transfert au Racing 92 est finalement officialisé pour la saison 2025-2026, le club ayant payé une indemnisation d'environ un demi-million d'euros pour libérer Léo Carbonneau de sa dernière année de contrat. Jusqu'en janvier, il enchaîne les rencontres mais il subit une grave blessure à l'épaule, le contraignant à se faire opérer et manquant plusieurs mois de compétition. Ayant terminé sa période de convalescence, il fait son retour sur les terrains à la fin avril lors d'un déplacement au Stade aurillacois. En fin de saison, il est remplaçant lors de la demi-finale de Pro D2 perdue contre l'US Montauban pour son dernier match avec le CA Brive. Au total, il dispute dix-sept matchs, dont onze comme titulaire, pour cinq essais inscrits lors de sa dernière saison en Corrèze.

## Statistiques

### En club
| Saison         | Club           | Championnat | Championnat | Championnat | Championnat | Championnat | Championnat | Championnat | Compétitions EPCR    | Compétitions EPCR    | Compétitions EPCR    | Compétitions EPCR    | Compétitions EPCR    | Compétitions EPCR    | Compétitions EPCR    |
| Saison         | Club           | Compétition | M           | Pts         | Ess.        | Pén.        | Tr.         | Dp.         | Compétition          | M                    | Pts                  | Ess.                 | Pén.                 | Tr.                  | Dp.                  |
| -------------- | -------------- | ----------- | ----------- | ----------- | ----------- | ----------- | ----------- | ----------- | -------------------- | -------------------- | -------------------- | -------------------- | -------------------- | -------------------- | -------------------- |
| 2022-2023      | CA Brive       | Top 14      | 9           | 10          | 1           | -           | 1           | 1           | Challenge Cup        | 2                    | -                    | -                    | -                    | -                    | -                    |
| 2023-2024      | CA Brive       | Pro D2      | 27          | 42          | 8           | -           | 1           | -           | Pas de qualification | Pas de qualification | Pas de qualification | Pas de qualification | Pas de qualification | Pas de qualification | Pas de qualification |
| 2024-2025      | CA Brive       | Pro D2      | 17          | 25          | 5           | -           | -           | -           | Pas de qualification | Pas de qualification | Pas de qualification | Pas de qualification | Pas de qualification | Pas de qualification | Pas de qualification |
| Total CA Brive | Total CA Brive | Top 14      | 9           | 10          | 1           | 0           | 1           | 1           | Challenge Cup        | 2                    | 0                    | 0                    | 0                    | 0                    | 0                    |
| Total CA Brive | Total CA Brive | Pro D2      | 44          | 67          | 13          | 0           | 1           | 0           | Challenge Cup        | 2                    | 0                    | 0                    | 0                    | 0                    | 0                    |

### En équipe nationale
Léo Carbonneau dispute seize matchs avec l'équipe de France des moins de 20 ans en deux saisons, prenant part à deux éditions du Tournoi des Six Nations en 2023 et 2024 et à deux éditions du Championnat du monde junior en 2023 et 2024. Il inscrit vingt-huit points, quatre essais et quatre transformations.

## Palmarès
- Vainqueur du Championnat du monde junior en 2023 avec l'équipe de France des moins de 20 ans.
- Finaliste du Championnat du monde junior en 2024 avec l'équipe de France des moins de 20 ans.